# Namíbia világörökségi helyszínei
Namíbia területéről eddig két helyszín került fel a világörökségi listára, nyolc helyszín a javaslati listán várakozik a felvételre.
| | Twyfelfontein |
| 2007 |               |
| Kulturális (III)(V) |               |
| Védett terület: 57,42 ha, puffer zóna: 9 194,48 ha, hivatkozás: 1255 |               |
| Az ország nyugati részén fekvő Damara-felföldön az őslakos damara törzs nyelvén Uri-ais-nak nevezett régészeti lelőhelyen eddig több mint kétezer, kiváló állapotban megőrződött sziklavésetet fedeztek fel. Ezek a petroglifák (vésett rajzok) alkotják Afrika egyik legnagyobb sziklarajz együttesét. A világörökségi helyszín része ezen kívül hat sziklamenedék is, ahol vörös és okker festékkel készült képek találhatók. A vésetek orrszarvúakat, elefántokat, antilopokat, oroszlánokat, zebrákat, struccokat, zsiráfokat, valamint emberi és állati lábnyomokat ábrázolnak. A képeket kétféle módon készítették, vagy bevésték a sziklába, vagy belekarcolták és érdessé tették a kőfelületet. A rajzokat nagy valószínűséggel a kétezer éven keresztül a környéken élő vadászó-gyűjtögető szanok alkották. Az ásatások során késő kőkorszaki tárgyak kerültek elő, míg a legkésőbbi rajzok i. sz. 1000 körülre datálhatók. Ez azt bizonyítja, hogy a térség évezredeken keresztül lakott volt. A szanok az utolsó rajzok keletkezése után elhagyták a térséget, mert a pásztorkodó életmódot folytató damarák kiszorították őket a területről. A helyszín egybefüggő, nagy kiterjedésű emléke a vadászó-gyűjtögető társadalmak életmódjának, hiedelemvilágának és rituáléinak. |               |

| | Namíbi homoktenger |
| 2013 |                    |
| Természeti (VII)(VIII)(IX)(X) |                    |
| Védett terület: 3 077 700 ha, puffer zóna: 899 500 ha, hivatkozás: 1430 |                    |
| A Namib-sivatagban található Namíbi homoktenger a világ egyetlen olyan part melletti sivataga ahol a kiterjedt homokdűne rendszer nedvességforrása a víz közelsége miatt kialakuló köd. A védett terület 3,07 millió hektárt foglal el, teljes egészében a Namib-Naukluft Park határain belül. A homoktenger integritását egy 900 ezer hektáros pufferzóna kialakításával segítették elő. A homokdűne rendszer két részből áll, egyik része a régebbi félig stabil, kevésbé mozgó dűnék együttese, a másik ezeknek a tetején elterülő fiatalabb, aktívabb dűnékből áll. A dűnék alapanyaga esetenként több ezer kilométer távolságból, a szárazföld belsejéből kerül ide szél, óceáni áramlatok vagy a folyók segítségével. A ködből származó nedvesség segítségével egyedülálló életterek alakultak ki endemikus gerinctelenekkel, hüllőkkel és emlősökkel, amik a legmesszebbmenőkig alkalmazkodtak az állandóan, szinte naponta változó életkörülményekhez. Az endemikus fajok nagy száma miatt a terület világszinten is fontos példája a viszonylag kis helyen, szélsőséges körülmények között kialakuló ökoszisztémának. A homoktenger érintetlen, anyaga természetes úton folyamatosan frissül és jelenleg nem fenyegeti veszély. |                    |

## Elhelyezkedésük
| Twyfelfontein Namíbi homoktenger |